# 中國翼龍屬
中國翼龍屬（意為「中國之翼」）是翼龍目翼手龍亞目古神翼龍科的一屬，化石發現於中國遼寧省朝陽市的九佛堂組，年代為下白堊紀的巴列姆階到阿普第階。中國翼龍擁有相當大的頭部，以及類似鳥類的喙狀尖嘴，嘴部缺乏牙齒。頭部上方有一個長骨質冠飾，從較高的前上頜骨開始，延伸到頭顱骨後方。
中國翼龍目前至少有兩個有效種。模式種是董氏中國翼龍（S. dongi），其正模標本（編號IVPP V13363）為一個接近完整的天然狀態骨骸。董氏中國翼龍的頭顱骨長達17公分，翼展估計為1.2公尺。研究人員認為牠們是雜食性動物，同時也是巴西以外首次發現的古神翼龍科動物，也擁有該科中最早與最完整的標本。
2003年，中國古生物學家李建軍發表中國翼龍的第二個種，即谷氏中國翼龍（"S. gui"），標本（編號BPV-077）是接近完整的骨骸，也在同一地層發現。谷氏中國翼龍的體型只有董氏中國翼龍的60%，兩者的差別在於不同的身體比例。谷氏中國翼龍被首次敘述時，牠們是九佛堂組所發現最小的缺乏牙齒翼龍類。種名「谷氏」獻給蘭州大學古脊椎動物學家谷祖綱。但2019年一份來自中國翼龍發表者汪筱林等人的研究顯示，谷氏中國翼龍應是董氏中國翼龍的年輕個體。
中國翼龍的第二個有效種是凌源中國翼龍（S. lingyuanensis），由已故中國古生物學家呂君昌等人於2016年發表。其標本（編號JPM-2014-005）也是接近完整的骨架，前肢指爪相當發達，爪子彎曲且末端尖銳，比腳爪還大上許多，加上後足纖細，不利於在地面行走，顯示凌源中國翼龍很可能有樹棲的習性。另外在個體旁也保存了兩條魚，因此也不排除以魚類為食。
除了谷氏中國翼龍外，汪筱林等人於2019年的研究亦將華夏翼龍（Huaxiapterus）視為中國翼龍的異名，且視該屬模式種季氏華夏翼龍為董氏中國翼龍的晚出異名，同時將分類位置存疑的「具冠華夏翼龍」（"H." corollatus）、「本溪華夏翼龍」（"H." benxiensis），以及返祖華夏翼龍（H. atavismus）三個物種歸入中國翼龍屬，並保留原物種名。若依據此研究，中國翼龍的物種數將增加至五個。

## 外部連結
- Sinopterus dongi in The Pterosaur Database
- Sinopterus gui in The Pterosaur Database
- An undescribed third specimen in The Pterosaur Database
- Sinopterus in The Pterosauria
- Several reconstructions of Sinopterus at The Grave Yard